# Kwintus Aureliusz Symmachus
Kwintus Aureliusz Symmachus (łac. Quintus Aurelius Symmachus, ok. 340-402/404) – rzymski mówca, senator i polityk. 

## Kariera
Pochodził z liczącej się i bogatej rodziny. Na początku swojej kariery znalazł się w służbie cesarza Walentyniana I, na dworze którego poznał m.in. Auzoniusza, swego późniejszego przyjaciela. W 373 roku był prokonsulem prowincji Africa, w latach 384-385 prefektem miasta Rzym. Dzięki swoim koneksjom i zdolnościom oratorskim stał się liderem senackiej arystokracji w Rzymie, która w tamtym okresie posiadała już jedynie znaczenie symboliczne. Centrum polityczne cesarstwa przeniosło się do nowej stolicy nad Bosforem - Konstantynopola, nawet cesarze Zachodu rezydowali zwykle w Trewirze lub Mediolanie, które leżały bliżej wymagającej nadzoru granicy państwa. W 391 został konsulem.

## Spór o ołtarz Wiktorii
Symmachus zaangażował się w konflikt między chrześcijaństwem a wyznawcami dotychczasowej religii rzymskiej, sprzeciwiając się dekretowi cesarza Gracjana z 383 roku nakazującemu usunięcie z budynku senatu ołtarza bogini zwycięstwa - Wiktorii. Ołtarz ten wzniesiony przez Oktawiana Augusta w 29 p.n.e., został usunięty przez cesarza Konstancjusza II, jednak został przywrócony przez jego następcę Juliana. Symmachus postanowił bronić ołtarza, ale kierowały nim przede wszystkim względy polityczne - monument był dla niego symbolem chwalebnej przeszłości Rzymu - natomiast religia miała tu drugorzędne znaczenie. Jego postawa doprowadziła do konfliktu z Ambrożym - biskupem Mediolanu, który nawoływał do usuwania symboli starej religii.

## Spuścizna
Zachowało się około 900 listów Symmachusa, opracowanych i zebranych w dziesięciu księgach przez jego syna Fabiusza.